# CAHL 1933/34
Die Saison 1933/34 war die achte reguläre Saison der Canadian-American Hockey League (CAHL). Meister wurden die Providence Reds.

## Modus
In der Regulären Saison absolvierten die fünf Mannschaften jeweils 40 Spiele. Die drei bestplatzierten Mannschaften qualifizierten sich für die Playoffs. Das Halbfinale wurde in einer Best-of-Three-Serie, das Finale in einer Best-of-Five-Serie ausgetragen. Für einen Sieg erhielt jede Mannschaft zwei Punkte, bei einem Unentschieden einen Punkt und bei einer Niederlage null Punkte.

## Reguläre Saison

### Tabelle
Abkürzungen: GP = Spiele, W = Siege, L = Niederlagen, T = Unentschieden, GF = Erzielte Tore, GA = Gegentore, Pts = Punkte
|                     | GP | W  | L  | T | GF  | GA  | Pts |
| ------------------- | -- | -- | -- | - | --- | --- | --- |
| Providence Reds     | 40 | 19 | 12 | 9 | 91  | 92  | 47  |
| Boston Cubs         | 40 | 18 | 16 | 6 | 112 | 104 | 42  |
| Philadelphia Arrows | 40 | 17 | 15 | 8 | 121 | 101 | 42  |
| Castors de Québec   | 40 | 16 | 15 | 9 | 96  | 88  | 41  |
| New Haven Eagles    | 40 | 12 | 24 | 4 | 72  | 107 | 28  |

## Playoffs
|  | Halbfinale | Halbfinale          | Halbfinale |  |  | Finale | Finale          | Finale |
|  |            |                     |            |  |  |        |                 |        |
|  |            |                     |            |  |  |        |                 |        |
|  | 1          | Providence Reds     |            |  |  |        |                 |        |
|  |            | Freilos             |            |  |  |        |                 |        |
|  |            |                     |            |  |  | 1      | Providence Reds | 3      |
|  |            |                     |            |  |  | 2      | Boston Cubs     | 0      |
|  | 2          | Boston Cubs         | 2          |  |  |        |                 |        |
|  | 3          | Philadelphia Arrows | 0          |  |  |        |                 |        |
|  |            |                     |            |  |  |        |                 |        |